# 阔荚合欢

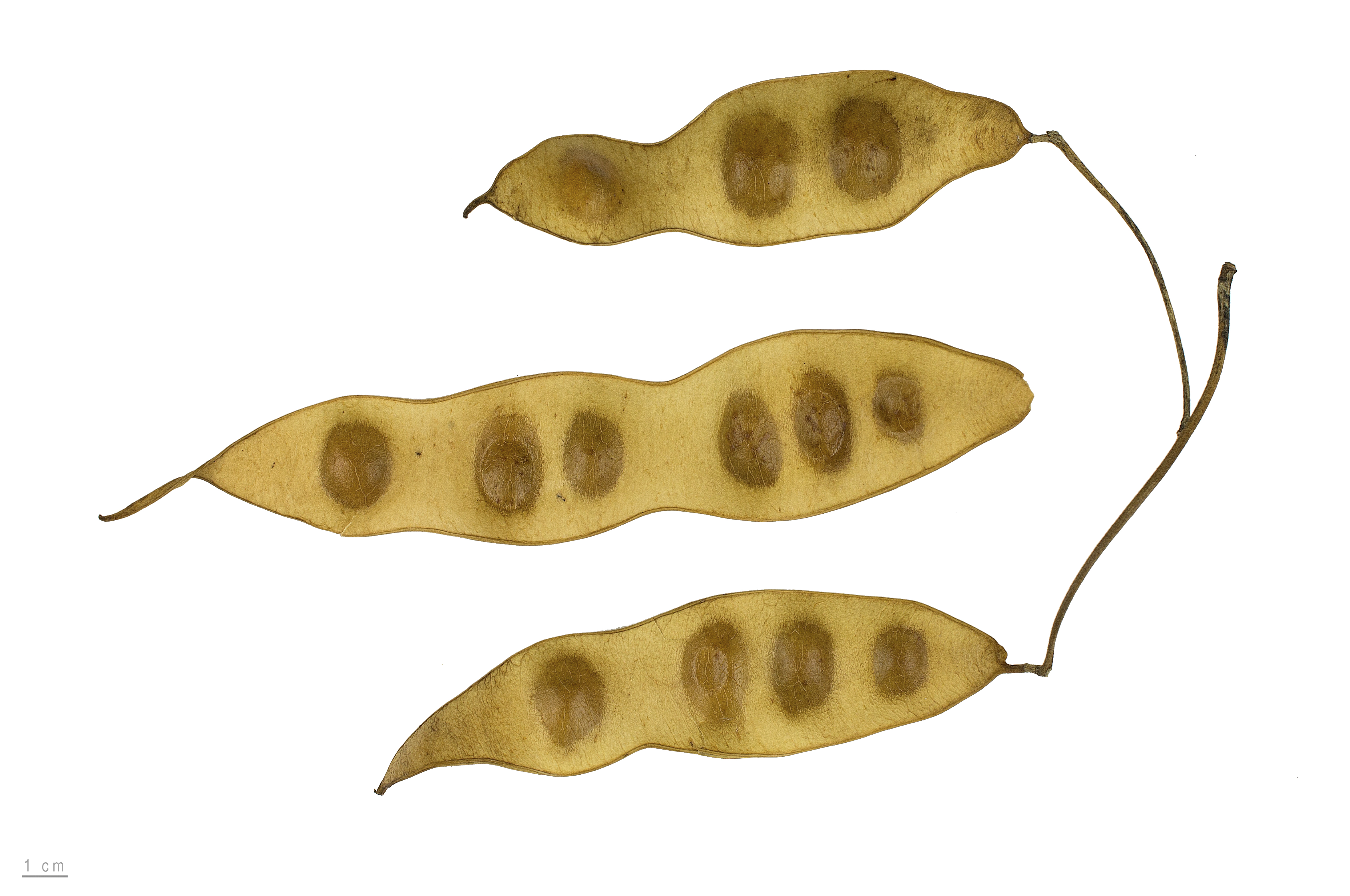
Albizia lebbeck

阔荚合欢（学名：Albizia lebbeck）为豆科合欢属的植物，又稱闊莢合歡、緬甸合歡、印度合歡或大合歡，一說《金光明經》提及的合昏樹（羅馬化：Śirīṣa，音譯尸利灑）亦指此樹。其原生於緬甸與南亞的暖濕地區，由於生長迅速，且能適應多種氣候與土壤條件，已被引入各大洲的熱帶地區栽培，並在部分國家被確認具有入侵性。